# Caffè Fiorio
Il Caffè dei Fratelli Fiorio (noto semplicemente come Fiorio) è un caffè storico di Torino, situato nella centrale via Po.

Storicamente era abituale ritrovo dei nobili all'epoca della restaurazione ed in seguito dei maggiori intellettuali e politici del Risorgimento. Ancora oggi è apprezzato ritrovo dei torinesi e dei turisti.

## Storia

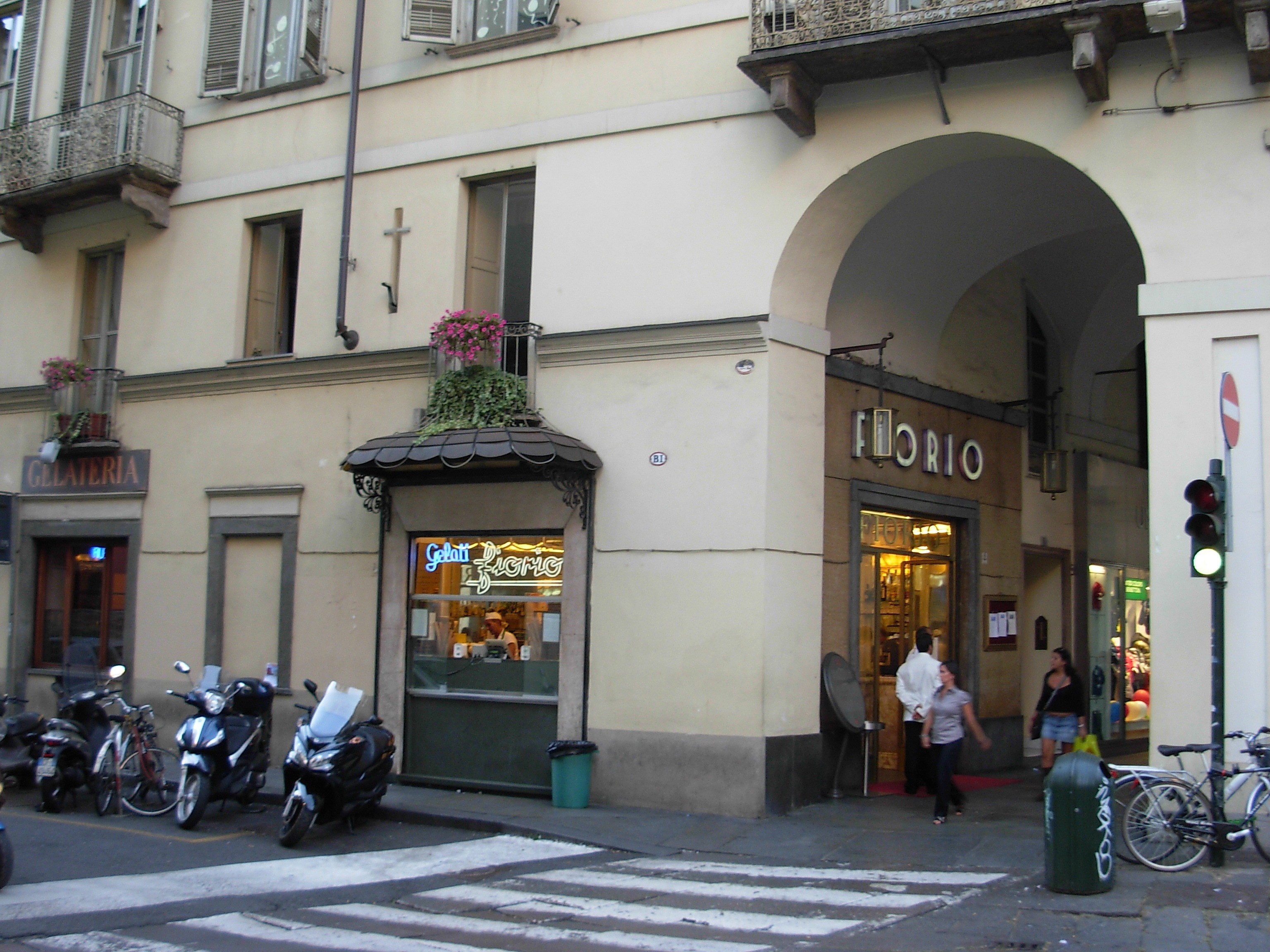
Il Caffè Fiorio

Inaugurato nel 1780 nella Contrada di Po, l'elegante Caffè Fiorio fu inizialmente frequentato da aristocratici e alti ufficiali, in contrapposizione allo scomparso Caffè Calosso di via Dora Grossa, ricettacolo di ferventi rivoluzionari e patrioti. La frequentazione di una clientela di orientamento conservatore gli valse la definizione di «Caffè dei Machiavelli» o «Caffè dei Codini».

Analogamente a quanto accadde per il vicino Caffè Baratti & Milano, anche il Fiorio fu citato dalla letteratura del tempo.
La fama del Fiorio crebbe costantemente a tal punto da iniziare ad essere frequentato anche dalla borghesia del tempo, ma per l'aristocratica clientela abituale non fu più il Fiorio di un tempo, tant'è che nel 1850 cambiò nome (anche se per poco) in "Caffè della Confederazione Italiana".
Si dovette attendere la fine dell'Ottocento per rivedere il Fiorio divenire rinomato luogo di incontro dei maggiori intellettuali e personaggi politici del Risorgimento, tra i quali: Urbano Rattazzi, Massimo d'Azeglio, Camillo Cavour, Giacinto Provana di Collegno, Cesare Balbo, Giovanni Prati, Santorre di Santa Rosa ed è risaputo alle cronache del tempo che re Carlo Alberto nutrisse la consuetudine quotidiana di chiedere che cosa si dicesse al Caffè Fiorio prima di aprire le sue udienze.

In questo caffè nacque il cono gelato da passeggio.

## Caratteristiche
Il locale inizialmente comprendeva le prime tre sale comunicanti. Nel 1845 vi fu un primo restauro delle sale e degli arredi, introducendo le ancora presenti sedie in velluto rosso, le tappezzerie alle pareti e arricchendo i locali con affreschi e sculture di celebri artisti come Francesco Gonin e Giuseppe Bogliani.
Nel 1850 il locale venne ampliato aggiungendo la grande sala longitudinale comunicante con il piano superiore, anch'esso costituito da tre salette comunicanti. Questa sala, normalmente adibita a sala ristorante, ha ospitato nel corso degli anni eventi culturali e musicali. Dal 1 febbraio 2013 al 21 marzo 2014 ha ospitato milonghe, serate danzanti di tango argentino.

## Nella cultura di massa
All'interno del locale vennero girate alcune scene del film Tutti giù per terra (1996) di Davide Ferrario.